# Jean-Jacques Marie
Jean-Jacques Marie, född 10 maj 1937 i Pont-Écrepin i Orne, är en fransk historiker, författare och trotskist. Han är särskilt inriktad på Sovjetunionens historia och kultur. 

## Biografi
Jean-Jacques Marie föddes i Pont-Écrepin år 1937. Han har bland annat en examen från Institut national des langues et civilisations orientales. I unga år gick han med i Section française de l'Internationale ouvrière. Tillsammans med bland andra Marceau Pivert motsatte han sig Frankrikes krig i Algeriet. År 1965 blev Marie medlem av den trotskistiska organisationen Organisation communiste internationaliste. År 1981 gick han över till Parti communiste internationaliste (lambertiste) och 1992 till Parti des travailleurs. Sedan dess är Marie medlem av Parti ouvrier indépendant.
Marie är skribent för tidskrifterna L'Histoire och La Quinzaine littéraire.